# Lionel Leroy
Pour les articles homonymes, voir Martin, Yves Martin et Leroy.
Lionel Leroy, de son vrai nom Yves Martin, né le 15 février 1956 à Paris et mort le 18 juin 2021 à Dreux, est un chanteur et producteur français.

## Biographie

### Carrière
Il est principalement interprète de musique de génériques pour séries télévisées et de dessins animés de fin 1979 au début des années 1980.

### Vie privée
Entre 1982 et 2012 il a été le producteur de la chanteuse Sheila,. Elle l'épouse en secondes noces, le 15 février 2006 à Saint-Jean-de-Luz. Ils se séparent en 2016.

### Mort
Il meurt à Dreux le 20 juin 2021, à l'âge de 65 ans,,.

## Génériques

### Séries télévisées
- 1979 : Wonder Woman Sous le pseudo d'Eric Lang
- 1980 : Barrières
- 1981 : L'Homme qui tombe à pic C'est Haïm Saban qui chante sous le pseudo de Lionel Leroy en remplaçant Yves Martin au pied levé.
- [6]
- 1982 : Pour l'amour du risque
- 1982 : Starsky et Hutch
- 1983 : Monsieur Merlin (1983, Auteurs compositeurs : Haïm Saban, Shuki Levy et Alain Garcia)

### Séries d'animation
- 1981 : Ulysse 31 (première diffusion, génériques de début et de fin)
- 1982 : Goldorak (générique de début Et L'aventure continue et générique de fin La justice de Goldorak)
- 1982 : Tofffsy et l'Herbe musicale (1982)
- 1982 et 1985 : Arthur Générique
- 1982 : Dare Dare Motus
- 1983 : Gil et Julie
- 1983 : Bomber X
- 1984 : Le Secret des Sélénites

## Chansons

### Sous son nom
Yves Martin sort sous son nom d'artiste plusieurs 45 tours qu'il interprète lui-même
- 1981 : Hey Joker[8]
- 1981 : Le vampire amoureux[9]
- 1981 : Chagrin D'amour, Chacun Fait C'qui Lui Plait - Arrangements, Réalisation et Chœurs.
- 1982 : Allez Louise ![10]
- 1982 : Femme musique, Perfide Albion[11]
- 1984 : Blanc ou Noir[12]
- 1984 : Cité de malheur[13]
- 1984 : Patatras[14]
- 1985 : Comme dit Lionel Richie[15]
- 1989 : Complètement fou[16]

### Pour Sheila
Yves Martin signe plusieurs chansons pour Sheila :
- 1983 : Tangue au, Vis vas, Jeanie
- 1984 : L'écuyère, Emmenez-moi
- 1985 : Je suis comme toi, Chanteur de funky
- 1987 : C'est ma vie, Tout changer
- 1988 : Pour te retrouver, Monsieur Vincent, Partir
- 1992 : On s'dit plus rien
- 1999 : Dense, Pop Art, Se laisser danser.
- 2012 : Pour sauver l'amour, Je pardonnerai.